# Eumerus sulcitibius
Eumerus sulcitibius är en tvåvingeart som beskrevs av Camillo Rondani 1868. Eumerus sulcitibius ingår i släktet månblomflugor, och familjen blomflugor.
Artens utbredningsområde är Italien. Inga underarter finns listade i Catalogue of Life.